# Championnat d'Irlande de rugby à XV 2009-2010
Navigation
Championnat 2008-09 Championnat 2010-11
Le Championnat d'Irlande de rugby à XV 2009-2010 ou AIB League 2009-2010 oppose les seize meilleurs clubs d'Irlande répartis en deux divisions. Cette 20e édition du championnat est remporté par le club de Cork Constitution RFC. C’est sa quatrième victoire en championnat. Cork l'emporte en battant en finale le club de St. Mary's College RFC. Cork avait auparavant remporté la division 1A du championnat.

## Clubs participants
| \| Blackrock College RFC Clontarf Football Club Garryowen Football Club Shannon RFC UL Bohemian RFC Dolphin RFC Cork Constitution RFC St. Mary's College RFC \| Localisation des clubs engagés en Division 1A. |
| Blackrock College RFC Clontarf Football Club Garryowen Football Club Shannon RFC UL Bohemian RFC Dolphin RFC Cork Constitution RFC St. Mary's College RFC                                                      |

| Division 1A - Blackrock College RFC - Clontarf FC - Cork Constitution RFC - Dolphin RFC - Garryowen FC - Shannon RFC - St. Mary's College RFC - UL Bohemian RFC | Division 1B - Ballymena RFC - Ballynahinch RFC - Buccaneers RFC - Dungannon - Galwegians RFC - Old Belvedere RFC - UC Cork RFC - Young Munster RFC |

## Organisation du championnat
Le championnat d'Irlande de première division de rugby à XV se compose de 16 clubs répartis en deux divisions, les divisions 1A et 1B. À la fin de la phase de poule, les trois premiers de la division 1A ainsi que le premier de la division 1B sont qualifiés pour les demi-finales. Les deux derniers de la division 1A sont relégués en division 1B au profit des deux clubs de cette-dernière classés premiers.

## Phase de poules

### Division 1A
| Rang | Club               | J  | V  | N | D  | Bo | Bd | Pm  | Pe  | Diff | Pts |
| ---- | ------------------ | -- | -- | - | -- | -- | -- | --- | --- | ---- | --- |
| 1    | Cork Constitution  | 14 | 10 | 1 | 3  | 1  | 3  | 231 | 165 | +66  | 46  |
| 2    | St. Mary's College | 14 | 9  | 0 | 5  | 4  | 3  | 286 | 200 | +86  | 43  |
| 3    | Dolphin            | 14 | 8  | 0 | 6  | 2  | 2  | 225 | 202 | +23  | 36  |
| 4    | Blackrock College  | 14 | 7  | 0 | 7  | 2  | 4  | 235 | 207 | +28  | 34  |
| 5    | Shannon (T)        | 14 | 6  | 0 | 8  | 3  | 7  | 242 | 218 | +24  | 34  |
| 6    | Garryowen          | 14 | 7  | 1 | 6  | 0  | 4  | 158 | 201 | -43  | 34  |
| 7    | Clontarf           | 14 | 5  | 0 | 9  | 1  | 3  | 214 | 257 | -43  | 24  |
| 8    | UL Bohemian        | 14 | 3  | 0 | 11 | 0  | 4  | 149 | 290 | -141 | 16  |

|  | Qualifiés pour les demi-finales (no 1, no 2, no 3)            |
|  | Relégués en Division 1B pour la saison 2010-2011 (no 7, no 8) |
|  | T : Tenant du titre 2009                                      |

### Division 1B
| Rang | Club          | J  | V  | N | D  | Bo | Bd | Pm  | Pe  | Diff | Pts |
| ---- | ------------- | -- | -- | - | -- | -- | -- | --- | --- | ---- | --- |
| 1    | Old Belvedere | 14 | 11 | 1 | 2  | 8  | 2  | 398 | 166 | +232 | 56  |
| 2    | Young Munster | 14 | 11 | 1 | 2  | 1  | 1  | 224 | 138 | +86  | 48  |
| 3    | UC Cork       | 14 | 7  | 0 | 7  | 1  | 4  | 228 | 220 | +8   | 33  |
| 4    | Galwegians    | 14 | 6  | 0 | 8  | 1  | 4  | 180 | 244 | -64  | 29  |
| 5    | Buccaneers    | 14 | 6  | 0 | 8  | 0  | 73 | 175 | 254 | -79  | 97  |
| 6    | Dungannon     | 14 | 5  | 0 | 9  | 1  | 5  | 192 | 245 | -53  | 26  |
| 7    | Ballymena     | 14 | 5  | 0 | 9  | 0  | 4  | 228 | 287 | -59  | 24  |
| 8    | Ballynahinch  | 14 | 4  | 0 | 10 | 3  | 5  | 239 | 310 | -71  | 24  |

|  | Qualifié pour les demi-finales et promu en Division 1A pour la saison 2010-2011 |
|  | Promu en Division 2 pour la saison 2010-2011 (no 2)                             |
|  | Relégués en Division 1B pour la saison 2010-2011 (no 7, no 8)                   |

## Phase finale

### Demi-finale
| 17 avril 2010 | St. Mary's College RFC | 24 – 23 | Old Belvedere RFC | Templeville Road, Dublin |
| 17 avril 2010 |                        |         |                   | Templeville Road, Dublin |
| 17 avril 2010 |                        |         |                   | Templeville Road, Dublin |

| 17 avril 2010 | Cork Constitution RFC | 31 – 18 | Dolphin RFC | Temple Hill, Cork |
| 17 avril 2010 |                       |         |             | Temple Hill, Cork |
| 17 avril 2010 |                       |         |             | Temple Hill, Cork |

### Finale
| 8 mai 2010 | Cork Constitution RFC | 17 - 10 | St. Mary's College RFC | Dubarry Park, Athlone |
| 8 mai 2010 |                       |         |                        | Dubarry Park, Athlone |
| 8 mai 2010 |                       |         |                        | Dubarry Park, Athlone |